# プリローダ (ミール)
プリローダ（ロシア語: Природа）(TsM-I, 77KSI, 11F77I)はロシアのミール宇宙ステーションの7番目のモジュールで、最後のモジュール。主目的はリモートセンシングを通じての地球資源に関する実験、リモートセンシング方法の開発と実証であった。制御システムはウクライナのハートロンによって開発された。

## 設備

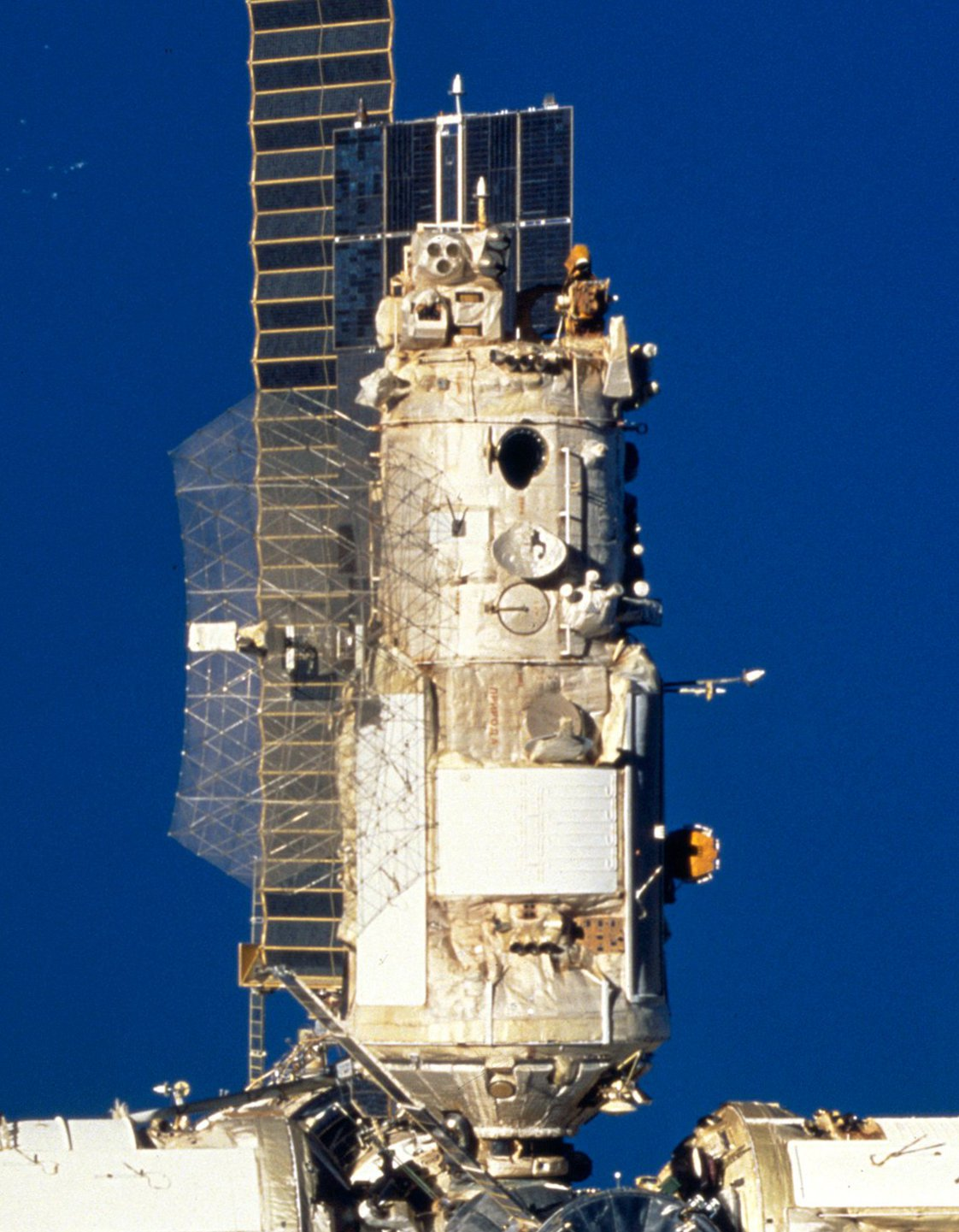
モジュール

プリローダはもともと展開式の太陽電池アレイを乗せる前提で設計されていた。しかし完成が遅れたことと、実際には太陽電池アレイの追加は他のモジュールですでに計画が立てられていたことから、太陽電池アレイは打上げ時のコンフィギュレーションには含まれなかった。太陽電池アレイがない代わりにミールまでの飛行の間に使うために、プリローダには2重冗長構成のバッテリー合計168個から電力供給を受けた。プリローダには与圧されていない観測機器区画と与圧された観測機器/ペイロード区画で構成されていた。非与圧部には推進システム機器やEVA用の手すり、科学機器が取り付けられており、与圧部は外部観測機器区画と内部居住・作業用空間の2つの部分に分かれていた。プリローダの実験装置は12ヶ国から提供された。これらの実験装置は受動・能動両方の観測方式を使ってマイクロ波、可視光、近赤外線、赤外線スペクトル領域をカバーした。

### 装置
| AlissaLIDAR                                 | 雲の高度、構造、光学特製の測定。垂直解像度150m、水平解像度1km |
| Centaur400MHz受信機                         | 海洋ブイデータの収集。 |
| DOPI干渉計                                  | ガス・エアロゾルの研究。 2.4-20マイクロメートル |
| Greben海洋高度計                            | 解像度10cm、13.76GHz、観測幅2.5km、直下視点 |
| Ikar N nadir マイクロ波放射計               | 波長0.3、0.8、1.35、2.25および6.0cm、観測幅60km、解像度60km、0.15 K |
| Ikar デルタスキャンマイクロ波放射計システム | 40°オフトラックしてスキャン、観測幅400km、波長4.0、0.3、0.8および1.35cm、解像度8 – 50km、0.15 - 0.5 K                                                                               |
| Ikar P パノラママイクロ波放射計             | 波長2.25cmと6.0cm 観測幅750km 解像度75km、0.15 K |
| Istok 1 赤外線分光放射計                    | 波長4.0-16.0マイクロメートル、観測幅7km、解像度0.7 x 2.8km |
| MOS-Obzor スペクトロメータ                  | エアロゾルの特性と海洋反射率の測定。0.750-1.01マイクロメートルで17チャンネル、観測幅80km、解像度700m                                                                                |
| MOMS 02P 地球撮像装置                       | 0.440-0.810マイクロメートルで4チャンネル、マルチスペクトル、ステレオあるいは高解像度データ、解像度6km。ドイツの装置であり、最初はシャトルのスペースラブD2ミッションで飛行している。 |
| MSU-E2 高解像度光学スキャナ                 | 解像度10m、0.5 - 0.9マイクロメートルで3チャンネル、直下視点、観測幅2 x 24.5km |
| Ozon M スペクトロメータ                     | オゾン・エアロゾルの特性観測。 0.257-1.155マイクロメートルで160チャンネル、1kmの高度方向の解像度                                                                                    |
| トラバース合成開口レーダー                  | 1.28/3.28GHz、観測幅50km、観測用傾斜角度38°、解像度50m |

## 打ち上げ・ドッキング
プリローダは1996年4月23日にプロトンロケットで打ち上げられたが、軌道到達後に電気コネクターが故障し、利用可能な電力が半分になってしまった。この電力の問題のため、プリローダは電力を喪失するまでにドッキングのチャンスが1回しか余裕なかったが、他のモジュールの多くが最初の試みではドッキングに失敗していたために地上側ではドッキングできないのではないかという懸念を持たせた。しかし、プリローダは4月26日に無事ドッキングを終えた。コア･モジュールの+Z軸のドッキングポートに移設されて恒久結合された後、ステーションの電力システムに接続され、他のモジュールの太陽電池パネルから電力を得ることとなった。プリローダのバッテリーはクルーによってはずされて、プログレスM-31に載せられた後、再突入・廃棄された。
2000年の最終滞在の間、電力負荷が非常に高かったとされ、このためクルーはプリローダの装置を起動させることができなかった。2001年の3月にプリローダはミールとともに再突入し、破壊された。

## 断面図

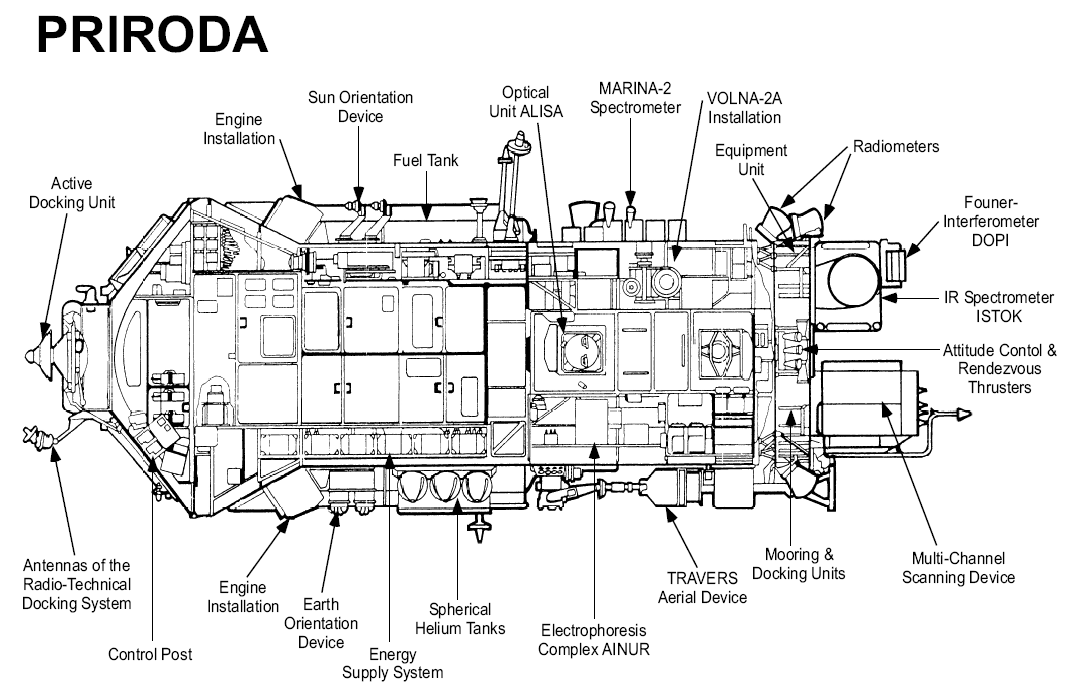

## ギャラリー

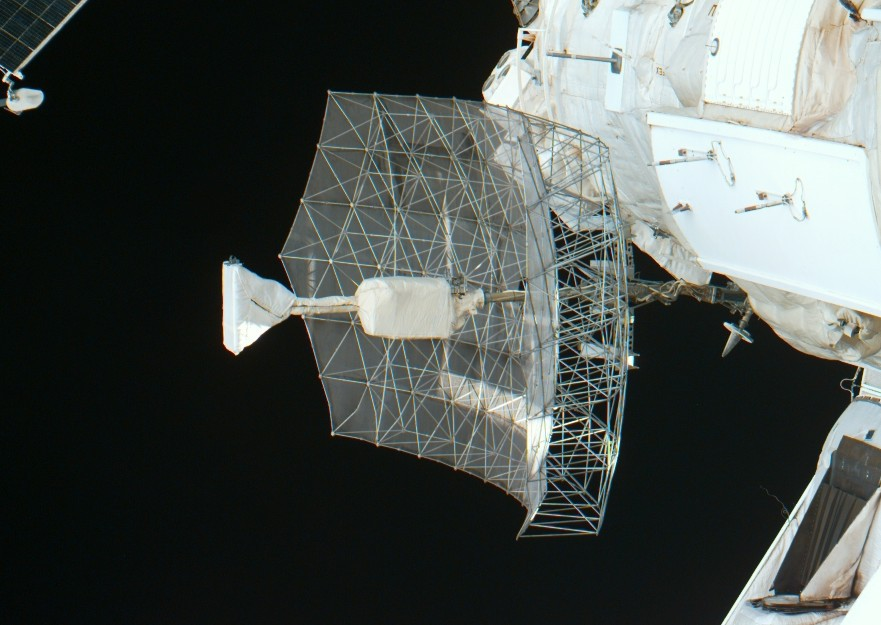
トラバースアンテナ
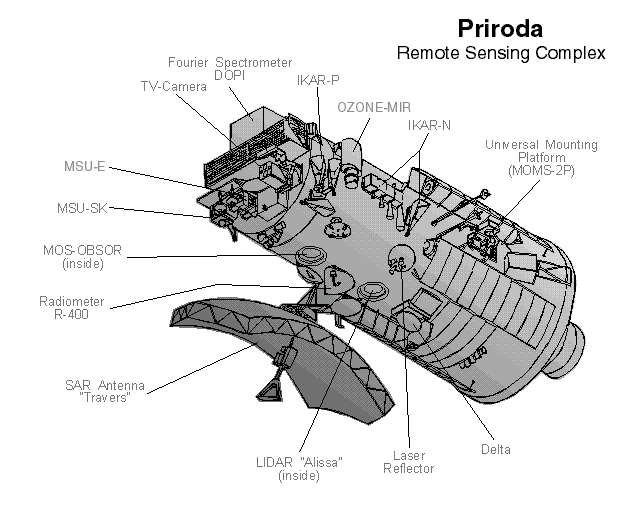
外部の特徴
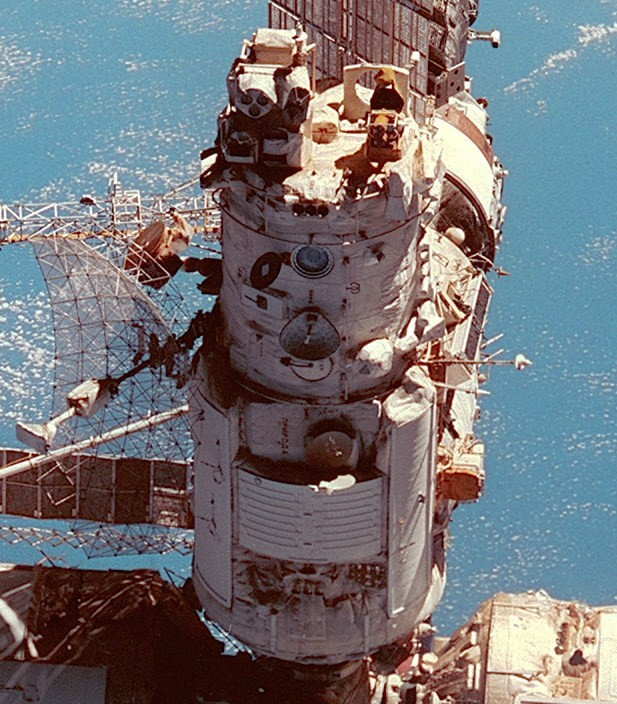
プリローダ、STS-91で撮影